# Beira Baixa

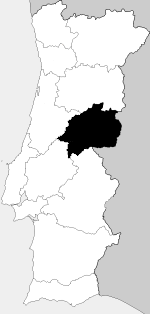
Beira Baixa történelmi tartomány Portugáliában

Beira Baixa egyike Portugália tíz történelmi tartományának (portugálul antiga província vagy região natural), az ország középső, keleti részében.

## Felosztása
A tartomány három kerületre (portugálul distrito) osztható, ezek pedig összesen 13 önkormányzatra (concelho):
- Castelo Branco kerület: Belmonte, Castelo Branco, Covilhã, Fundão, Idanha-a-Nova, Oleiros, Penamacor, Proença-a-Nova, Sertã, Vila de Rei, Vila Velha de Ródão.

- Coimbra kerület: Pampilhosa da Serra.

- Santarém kerület: Mação.